# Bancnotă

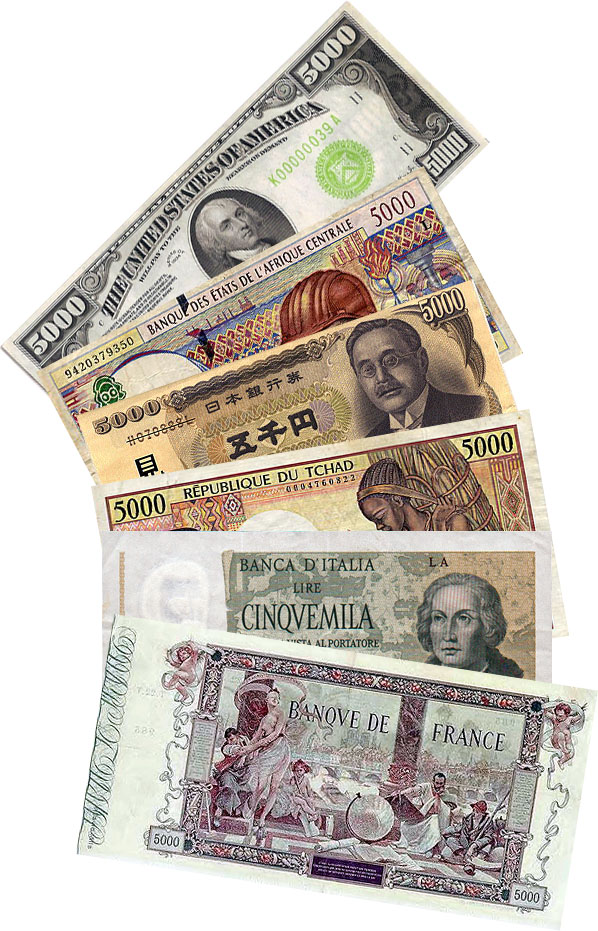
Diferite bancnote având valoarea nominală de 5.000 de unități de cont

Bancnota este un mijloc de plată din hârtie tipărită, emisă de o bancă. Este o monedă fiduciară, cunoscută și sub denumirile de bilet de bancă și de monedă de hârtie.
Din secolul al XIX-lea, bancnotele sunt tipărite pe o hârtie fină multistrat, foarte rezistentă la îmbătrânire și la mânuire, purtătoare de un filigran, compusă exclusiv din pastă de hârtie de bumbac, suferind un proces de purificare crescut; această hârtie, fără clei, este unsă cu gelatină, apoi uscată cu aer, înainte de a suferi o calandrare foarte puternică.
De vreo treizeci de ani, din ce în ce mai multe state au trecut la adoptarea bancnotelor din polimeri (cum este, de exemplu, polipropilena), care sunt mult mai rezistente la rupere și la șifonare decât cele de hârtie. În 2008, cinci țări aveau în circulație, în totalitate, bancnotele din polimeri: Australia, Noua Zeelandă, Brunei, România și Vietnam. O duzină de alte state au astfel de bancnote în circulație, în paralel cu cele de hârtie. 
Prima bancnotă pe suport de polimeri emisă de România a fost cea cu valoarea nominală de 2.000 de lei (ROL), din 1999, cu ocazia eclipsei totale de Soare, din 11 august a acelui an, România fiind prima țară europeană care a pus în circulație astfel de bancnote de polimeri.

## Etimologie
Termenul românesc bancnotă este un împrumut din limba germană, Banknote. Se consideră că acest termen, bancnotă, ar putea fi și un împrumut din engleză, banknote, prin intermediul limbii franceze, bank-note.

## Istoric
Bancnotele au apărut în Europa ca și note/chitanțe de bancă ce dovedeau faptul că, purtătorul bancnotei avea o anumită cantitate de bani în bancă. 
Și în zilele noastre, pe bancnotele emise de Banca Angliei se poate citi : „I promise to pay the bearer the sum of___ pounds”. Se promitea plata în livre (pound în engleză)  a cantității de aur  înscrise pe  nota/chitanța de bancă (i.e. bancnotă). Astăzi, Lira sterlină (GBP) nu mai este o dovadă a banilor ci numai monedă fiduciară, precum toate sistemele de plată de pe planetă.
Moneda de hârtie a fost introdusă la începutul secolului al X-lea, de negustorii chinezi de ceai, care încheiau mari tranzacții cu bilete la ordin, cu scopul evitării transportului monedelor metalice. Administrația chineză a adoptat oficial bancnotele în 1024. Monedele metalice erau reprezentate simbolic pe bancnotele emise sub dinastia Song.
Prima mențiune occidentală a unei forme de bancnotă a fost făcută de Marco Polo, la sfârșitul secolului al XIII-lea.

### Primele bancnote chineze

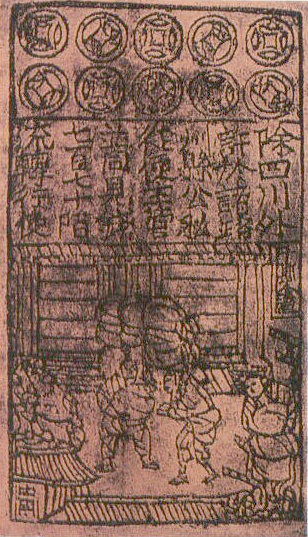
Dinastia Song "Jiaozi", cea mai veche bancnotă din lume.

Dezvoltarea bancnotei a început în timpul dinastiei Tang în timpul secolului al VII-lea, deși banii de hârtie adevărați nu au apărut decât în secolul al XI-lea, în timpul dinastiei Song.  Rădăcinile sale se aflau în încasările comerciale ale depozitului în timpul dinastiei Tang (618-907), în timp ce comercianții și angrosiștii doreau să evite mărfurile pentru monede grele de cupru în tranzacții comerciale mari.
Înainte de utilizarea hârtiei, chinezii au folosit monedele circulare, cu o gaură dreptunghiulară în mijloc. Mai multe monede ar putea fi strânse împreună pe o funie. Comercianții din China, dacă au devenit suficient de bogați, aveau șirurile de monede prea grele pentru a le purta cu ușurință.
Pentru a rezolva această problemă, monedele erau de multe ori lăsate unei persoane de încredere, iar comerciantului i se dădea  o foaie de hârtie în care era înregistrat câți bani avea acea persoană. Dacă aratată hârtia acelei persoane, și-ar putea recupera banii. În cele din urmă, banii din hârtie ai dinastiei Song numiți "jiaozi" au provenit din aceste bilete la ordin.

### Exploratori și comercianți europeni
Potrivit unui traseu de vizită la Praga din 960 de Ibrahim ibn Yaqub, bucăți mici de pânză au fost folosite ca mijloc de comerț, aceste cârpe având un curs de schimb stabilit față de argint.
În jurul anului 1150, Cavalerii Templieri au emis bancnote către pelerini, pelerinii și-au depus obiectele de valoare cu un preceptor local Templier înainte de a se îmbarca, au primit un document care indică valoarea depozitului lor, apoi au folosit acest document la sosirea în Țara Sfântă pentru a-și recupera fondurile într-o cantitate de comori de valoare egală.

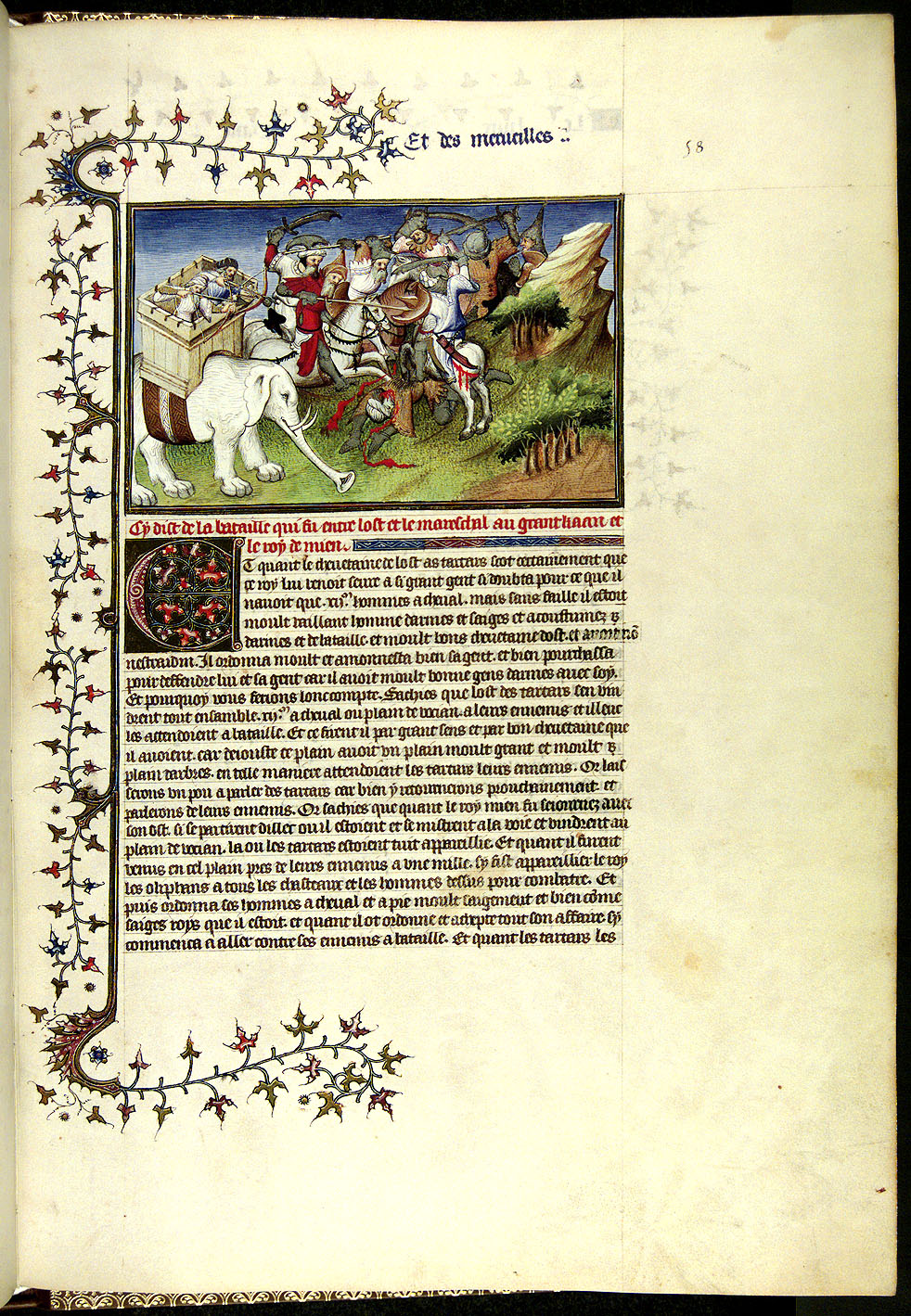
Marco Polo a descris folosirea bancnotelor timpurii în China în Evul Mediu în cartea sa, Milionul.

În secolul al XIII-lea, banii chinezi de hârtie de yuan mongol au devenit cunoscuți în Europa prin intermediul conturilor călătorilor, cum ar fi Marco Polo și William of Rubruck.. Contul lui Marco Polo din bani de hârtie în timpul dinastiei Yuan este subiectul unui capitol din cartea sa, "Călătoriile lui Marco Polo", intitulat "Cum marele Kaan aduce coaja de copaci, făcută în ceva asemănător hârtiei, să treacă cu bani peste tot țara lui."

## Probleme sanitare
S-a pus problema, de mult timp, dacă monedele metalice și bancnotele, care sunt obiecte care trec din mână în mână și circulă uneori repede în lumea întreagă, ar putea să vehiculeze microorganisme patogene (ciuperci, bacterii și viruși).
Lucrătorii din comerțul alimentar, care ating alimentele și încasează banii clienților pot fi agenți de transmitere a epidemiilor? În 2007, un studiu a confirmat că virușii gripali pot supraviețui până la cinci zile pe bancnote (bancnote de 50 de franci elvețieni emise de Banca Națională a Elveției). Virușii supraviețuiesc mai ușor atunci când concentrația virală este ridicată și chiar mai bine atunci când sunt protejați de mucus. Pentru acest studiu, au fost folosite secrețiile nazale a 14 bolnavi de gripă. În jumătate din cazuri, virusul a supraviețuit 24 de ore, iar în 5 cazuri, virusul era prezent după 48 de ore. Bancnotele ar fi deci vectori potențiali ai pandemiilor gripale, dar în timpuri normale, circulația monetară ar putea contribui la întreținerea imunității umane față de microbii benigni cei mai curenți.

## Galerie de imagini

Bancnotă emisă sub dinastia Yuan din China, în dreapta; în stânga imaginii: matrița bancnotei respective (1287)
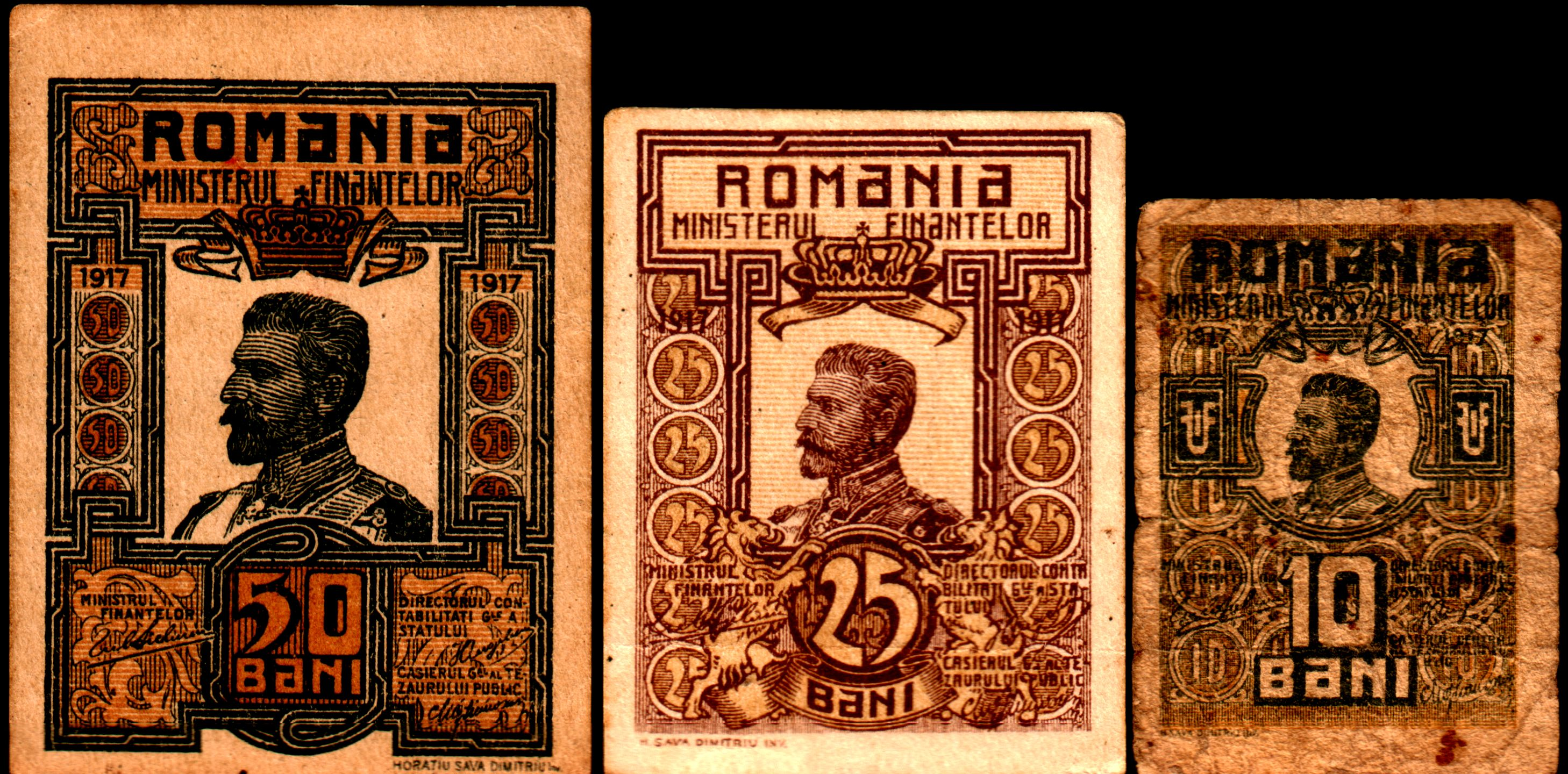
Bancnote cu valori nominale de 50 bani, 25 bani, 10 bani, emisiunea Ferdinand 1917; avers Bancnota cu valoare nominală de 10 bani a intrat în Guinness World Records (Cartea Recordurilor) drept cea mai mică bancnotă din lume. A fost emisă în 1917, are ștampila Ministerului de Finanțe al României și are dimensiunile 27,5 x 38 mm.
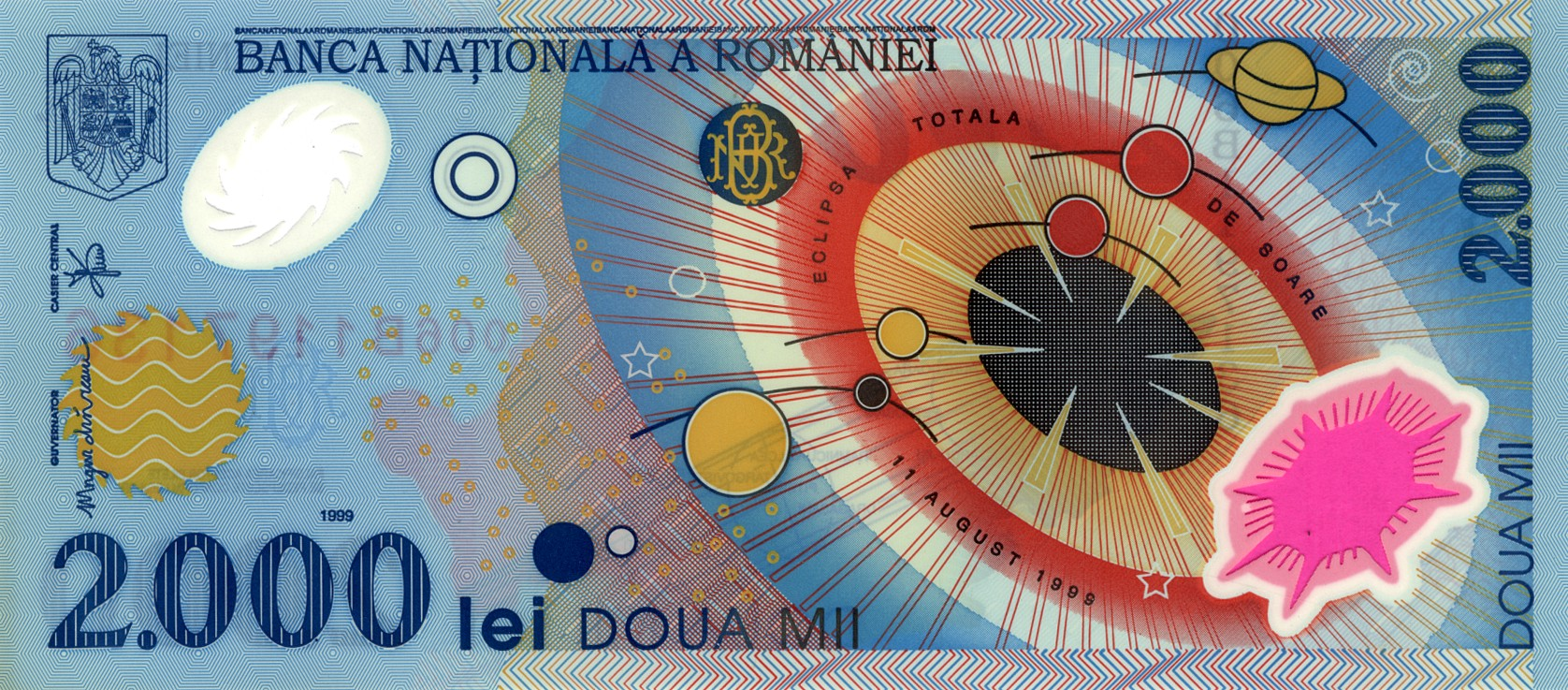
2.000 de lei (1999): Prima bancnotă românească din polimeri, avers
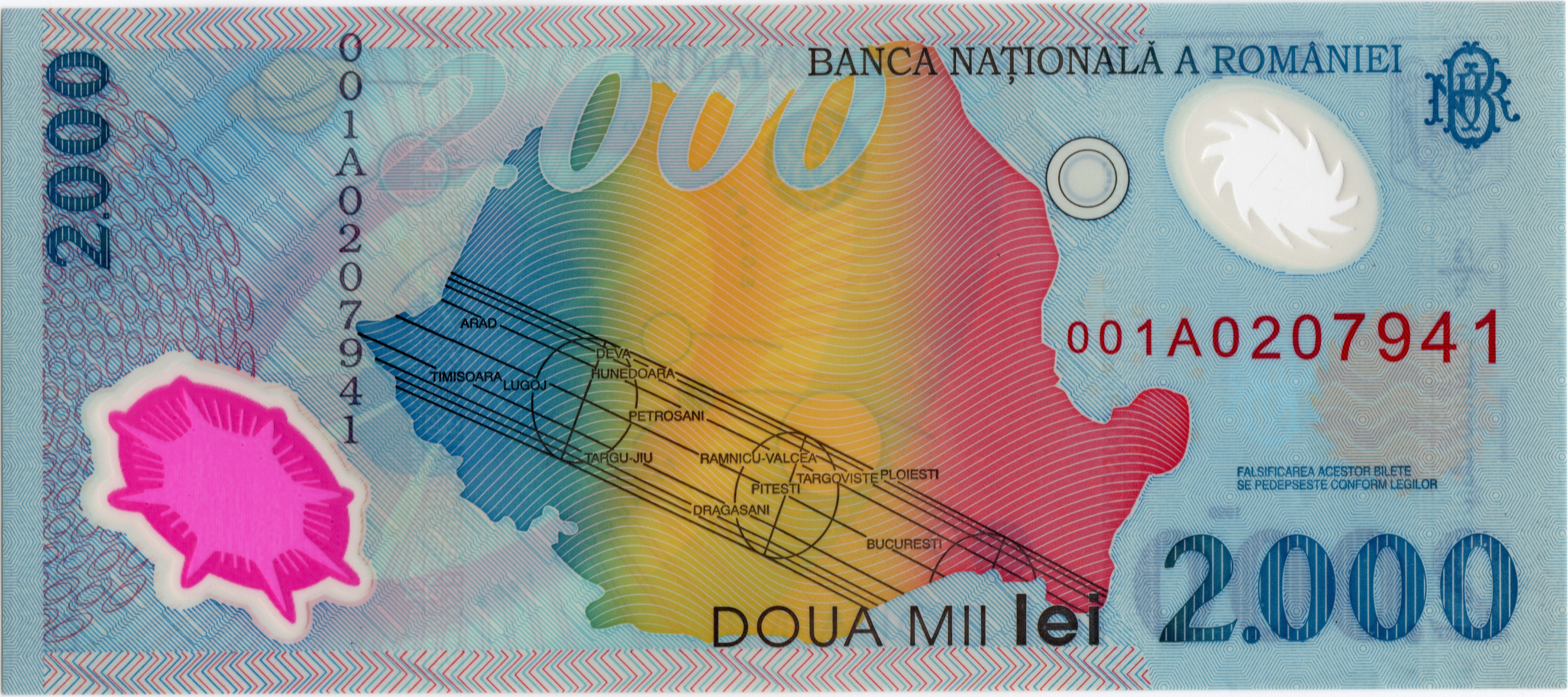
2.000 de lei (1999): Prima bancnotă românească din polimeri, revers
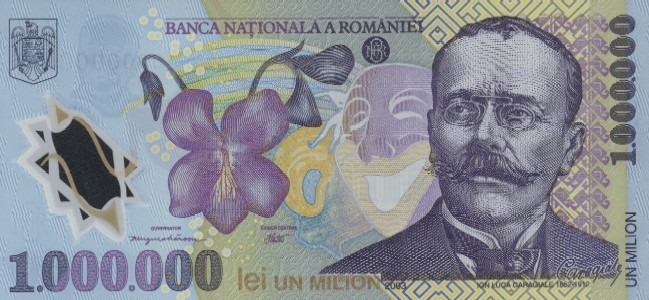
Bancnotă cu valoarea nominală de 1.000.000 de lei (ROL), emisă în 2003 (avers); această bancnotă a intrat în Cartea Recordurilor, fiind bancnota de polimeri cu cea mai mare valoare nominală din lume.

## Alte forme de bancnote

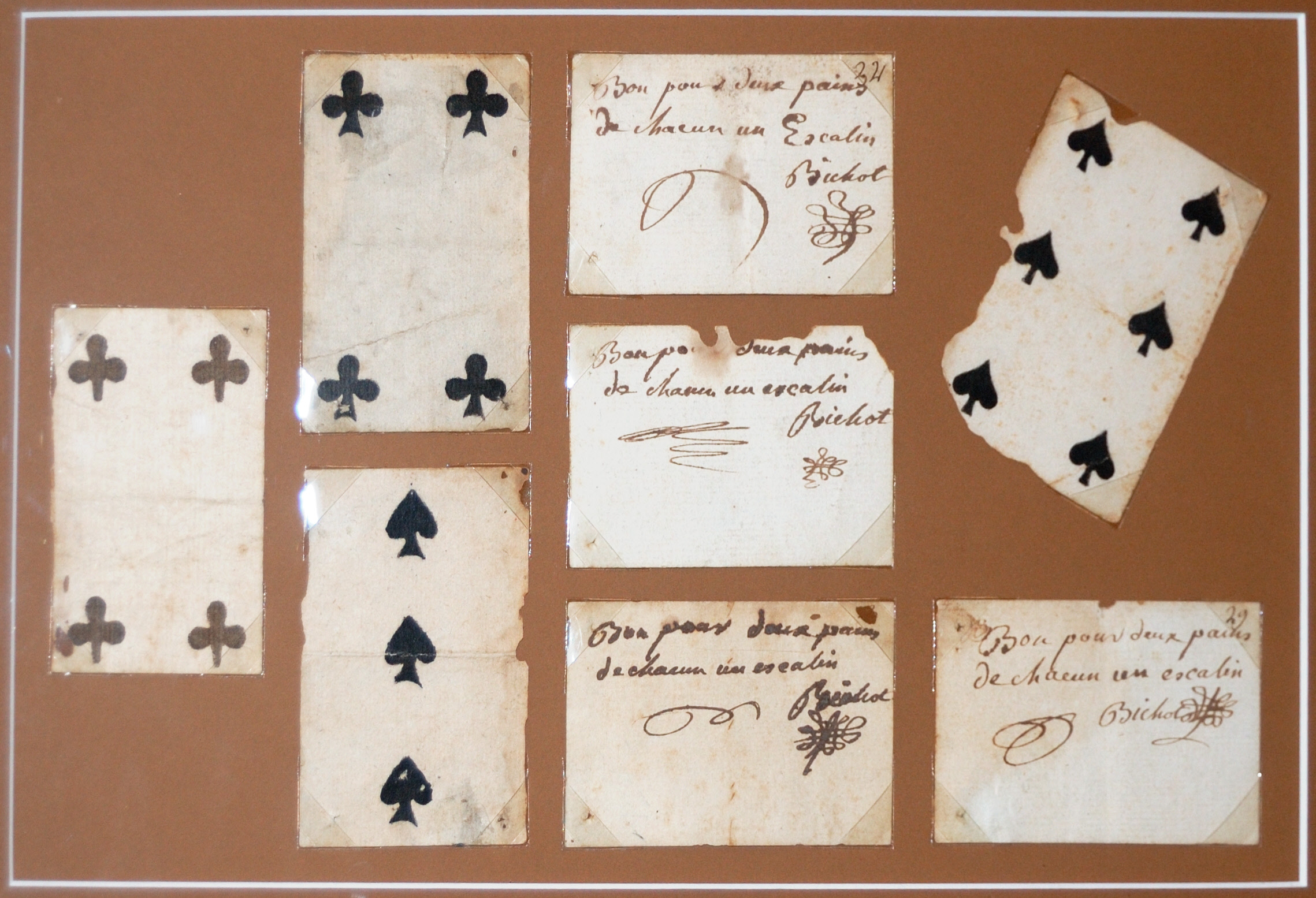
Bancnote-cărți de joc (colonia Louisiane), muzeul din New Orleans, Statele Unite ale Americii.

- În Noua Franță (fostă colonie franceză în America de Nord), din 1685 până în 1757, au fost utilizate cărți de joc ca mijloc de plată. Aceste bancnote erau răspândite până la New Orleans. Au fost create  în iunie 1685 de către intendentul Jacques de Meulles.
- Paralel cu emisiunile oficiale de bancnote, unele organisme, cum sunt camerele de comerț au putut emite în trecut propriile lor cupuri: această monedă de necesitate apărea când era penurie de lichidități (metalul era destinat altor utilizări), ca, de exemplu, în timpul și după conflicte.
- După 1983, au apărut bancnote din polimeri: în Australia (1996), în România (1999), în  Hong Kong, și în Canada (2012). Aceste bancnote sunt de două ori mai scumpe decât cele de hârtie, însă durează de două până la de trei ori mai mult decât acestea.
- Bancnotele de zero euro au fost fabricate în atenția turiștilor și colecționarilor.

## Notafilie
Notafilia, denumirea sub care este cunoscută colecționarea de bancnote, este un hobby popular în unele țări.
Notafilul caută, pentru colecția sa, bancnote în stare cât mai bună, pe cât posibil, fără să fie rupte, pliate sau găurite cu ace cu gămălie sau murdare. 

## Diverse
- Cea mai mare bancnotă fabricată până în prezent este filipineză: este vorba despre bancnota cu valoarea nominală de 100.000 de pesos filipinezi emisă în 1998 și care are dimensiunile de 216 mm x 356 mm.
- Precedentul record îl deținea bancnota cu valoarea nominală de 500 de ruble emisă în 1912 de Imperiul Rus.
- Bancnota cu cea mai mare valoare nominală este maghiară: este vorba despre bancnota cu valoarea nominală de 1 miliard de miliarde (1 sextilion sau 1 triliard) de penghei, emisă în 1946, dar care nu a circulat niciodată.
- Bancnota cu valoare nominală de 10 bani, din emisiunea Ferdinand, 1917, a intrat în Guinness World Records (Cartea Recordurilor) drept cea mai mică bancnotă din lume. Are dimensiunile 27,5 x 38 mm.[21]
- Bancnota cu valoarea nominală de 1.000.000 de lei (ROL), ediția 2003, a intrat în Cartea Recordurilor, fiind bancnota de plastic cu cea mai mare valoare nominală din lume.[22]